# Jabberjaw no 3
Jabberjaw N° 3 est un album compilation de musique rock sorti sous le label Mammoth. Il a été commercialisé au format 45 tours aux États-Unis en 1993 et était disponible dans les autres pays en import.

## Titres

### Face A
1. Girls Against Boys - Magattraction
2. Karp - Rocky Mountains Rescue

### Face B
1. Unsane - Blew
2. Chokebore - Narrow

## Commentaires
Cet enregistrement fait partie d'une série de 45 tours appelés Jabberjaw N°X. Un album, sorti en CD et en boite quatre 45 tours, Jabberjaw N°5 : Good to the Last Drop regroupe plusieurs titres contenus dans les différents Jabberjaw.
Ce 45 tours contient 4 titres, deux à la suite par face.
La chanson de Chokebore Narrow est une pré-version de la chanson du même nom sur l'album A Taste for Bitters sorti en 1996. Cette même pré-version existe aussi sur l'album Jabberjaw N°5 : Good to the Last Drop.